# Semenic-Caraș-kløften Nationalpark
Semenic-Caraș-kløften Nationalpark (rumænsk: Parcul Național Semenic-Cheile Carașului) er et beskyttet område (nationalpark IUCN kategori II) beliggende i det sydvestlige Rumænien i distriktet Caraș-Severin.

## Beliggenhed
Naturparken ligger i Aninabjergene (ro) og Semenicbjergene (ro), der er bjerggrupper i Banatbjergene. Den er beliggende i den sydvestlige del af Rumænien, midt i Caraș-Severin-distriktet.

## Beskrivelse
Semenic-Caraș-kløften Nationalpark blev erklæret som beskyttet område ved lov nr. 5 af 6. marts 2000 (offentliggjort i Monitorul Oficial nr. 152 den 12. april 2000). Den har et typisk karst- og skovlandskab og er kendetegnet ved sin 300 år gamle urbøgeskov, den eneste i Europa.
Parken indeholder en række naturreservater, herunder Caraș-kløften (Cheile Carașului), Caraș-kilderne (Izvoarele Carașului) og drypstens- og andre huler.
Caraș-kløften er en af Rumæniens længste, vildeste og smukkeste, med rig flora og fauna, herunder kattefod (Anntenaria dioica). Den har mange huler (nogle har kun adgang under vandet), med næsten lodrette kalkstensvægge og såkaldte "kedler" på den øvre Caraș. På højre bred af Caraș, overCaraș -kløften, ligger ruinerne af Grat-slottet fra det trettende århundrede. En af de smukkeste huler i dette område, med forskellige formationer af drypsten og stalagmitter, er drypstenshulen Comarnic. 
Der er tyve arkæologiske fundsteder i parken.